# روبن روییز دیاز
روبن روییز دیاز (انگلیسی: Rubén Ruiz Díaz؛ زادهٔ ۱۱ نوامبر ۱۹۶۹) یک بازیکن فوتبال اهل پاراگوئه است.
وی همچنین در تیم ملی فوتبال پاراگوئه بازی کرده است.